# テッド伊藤
テッド 伊藤（テッド いとう、1955年1月28日 - ）は、フィリピンで活躍した日本の歌手。本名、伊藤哲司。

## 人物・来歴
東京都生まれ。1990年11月、フィリピンにおいてタガログ語で徳永英明の歌った「最後の言い訳」をカバーした「IKAW PA RIN」（発売IVANOYレコード）が年間最優秀賞を獲得し、2枚目のシングル「Maghintay ka lamang（DEEP SKY）」がフィリピン国営テレビのピナツボ火山災害救済キャンペーンソングとして、またサンミゲル・ビールのCMに使われ驚異的な売り上げを記録した。タガログ語の歌詞をヒットメーカー、ヴェニー・サトルノに依頼したことも大ヒットにつながったといわれる。他にも徳永の「輝きながら」の他、尾崎豊の「I LOVE YOU」、サザンオールスターズの「真夏の果実」、玉置浩二、X JAPANの「ENDLESS RAIN」（タガログ語カバー曲「Paano Kaya」）などのバラード曲をカバーしている。
日本においては「Maghintay ka lamang（DEEP SKY）」がフィリピンを舞台にした1995年11月18日公開（日比両国で公開）の映画「緊急呼出し エマージェンシー・コール」の主題歌となり、同年の第37回日本レコード大賞でアジア音楽賞を受賞している。また、日本ではフィリピンでリリースしたアルバム3タイトルより厳選したアルバム「ハローマイディア」（発売元　ホリプロのレーベル、サウンディジア）を発売している。